# 민태원
민태원(閔泰瑗, 1894년 12월 28일 ~ 1934년 6월 20일)은 일제강점기의 소설가, 언론인이다. 호는 우보(牛步)이며 부춘산인(富春山人), 우보행인(牛步行人), 민태원(閔台原)이라는 필명을 사용했다. 대표 작품으로 산문 《청춘예찬》이 있다.

## 생애
1894년 12월 28일에 충청남도 서산시 음암면 신장리에서 태어났다. 1910년 4월부터 1914년 3월까지 경성고등보통학교(현재의 경기고등학교)에 재학했고 1924년에는 일본 와세다 대학 정경과를 졸업했다.
1914년에 《매일신보》에 입사하면서 언론인으로 활동했으며 1920년에 창간한 《동아일보》로 자리를 옮겼다. 1923년 5월 7일부터 《동아일보》에서 사회부장을 맡았다가 1923년 12월 1일부터 1924년 5월 16일까지 《동아일보》에서 정치부장을 역임했다. 1924년 5월에 《조선일보》를 자리를 옮기면서 편집국장을 맡았고 1926년 12월 29일부터 1930년 10월에 자진 휴간으로 퇴사할 때까지 《중외일보》에서 편집국장을 맡았다. 1918년부터 1919년까지 《매일신보》에 빅토르 위고의 소설 《레 미제라블》의 번안소설인 《애사》(哀史)를 152회에 걸쳐 연재했다. 1920년에는 문학 동인지 《폐허》에 참여했다.
1920년에는 《동아일보》에 엑토르 말로의 소설 《집 없는 아이》, 기쿠치 유호(菊池 幽芳)의 소설 《오노가쓰미》(己が罪, 나는 죄이다)의 번안소설인 《부평초》(浮萍草)를 113회에 걸쳐 연재했다. 1922년에는 《동아일보》에 포르튀네 뒤 부아고베의 소설 《철가면》의 번안소설인 《무쇠탈》을 165회에 걸쳐 연재했다. 1929년 6월에는 문학지 《별건곤》(別乾坤)에 청춘을 주제로 한 산문인 《청춘예찬》(靑春禮讚)을 발표했다. 또한 김옥균을 주제로 한 전기문인 《갑신정변과 김옥균》을 집필했다. 1934년 6월 20일에 서울 궁정동에서 폐결핵으로 인해 향년 40세를 일기로 사망했다.

## 주요 작품
- 번안소설 《애사》(哀史) - 1918년 7월 28일부터 1919년 2월 8일까지 《매일신보》에 152회에 걸쳐 연재됨.
- 소설 《설중매》(雪中梅) - 1919년 5월 23일부터 1919년 8월 31일까지 《매일신보》에 76회에 걸쳐 연재됨.
- 번안소설 《부평초》(浮萍草) - 1920년 4월 1일부터 1920년 9월 4일까지 《동아일보》에 113회에 걸쳐 연재됨. 1925년에 박문서관에서 단행본으로 출간됨.
- 번안소설 《무쇠탈》 - 1922년 1월 1일부터 1922년 6월 20일까지 《동아일보》에 165회에 걸쳐 연재됨. 1923년에 동아일보사 출판부에서 단행본으로 출간됨.
- 소설 《죽음의 길》 - 1922년 11월 28일부터 1923년 1월 18일까지 《동아일보》에 45회에 걸쳐 연재됨.
- 소설 《오색의 꼬리별》 - 1930년 10월 28일부터 1932년 3월 20일까지 《매일신보》에 378회에 걸쳐 연재됨.
- 소설 《세 번째의 신호》 - 1933년 5월 18일부터 1933년 10월 7일까지 《매일신보》에 139회에 걸쳐 연재됨.
- 소설 《천아성》(天鵝聲) - 1934년 1월 1일부터 1934년 4월 23일까지 《매일신보》에 109회에 걸쳐 연재됨.
- 소설 《새 생명》 - 1934년 4월 24일부터 1934년 6월 22일까지 《매일신보》에 49회에 걸쳐 연재되었으나 작가가 사망하면서 미완성으로 남게 됨.
- 단편 소설 《어느 소녀》 - 1920년 7월에 《폐허》 제1호에 수록됨.
- 단편 소설 《음악회》 - 1921년 1월에 《폐허》 제2호에 연재됨.
- 단편 소설 《만찬》 - 1923년 2월에 《동명》 제23호에 수록됨.
- 수필 《화단(花壇)에 서서》 - 1917년 7월에 《청춘》 제9호에 수록됨.
- 수필 《창전(窓前)의 녹일지(綠一枝)》 - 1921년 6월에 《학지광》 제22호에 수록됨.
- 기행문 《백두산행》(白頭山行) - 1921년 8월 21일부터 1921년 9월 8일까지 《동아일보》에 17회에 걸쳐 연재됨.
- 수필 《황야의 나그네》 - 1923년 5월에 《개벽》 제35호에 수록됨.
- 수필 《추억과 희망》 - 1924년 4월에 《개벽》 제46호에 수록됨.
- 산문 《청춘예찬》(靑春禮讚) - 1929년 6월에 《별건곤》 제21호에 수록됨.
- 시 《겁화》(劫火) - 1922년 9월에 《동명》 제4호에 수록됨.
- 논문 《경제적 파멸에 직면하여》 - 1926년 1월에 《신민》 제9호에 수록됨.
- 논문 《보기 싫은 현실의 환영(幻影)》 - 1926년 9월에 《신민》 제17호에 수록됨.
- 김옥균 전기문 《오호 고균 거사》(嗚呼 古筠 居士, 1926년, 박문서관)
- 김옥균 전기문 《갑신정변과 김옥균》(1947년, 국제문화협회, 사후 출간)